# 錐螺屬
錐螺屬（學名：Turritella）是一屬中等大小及有口蓋的海蝸牛。它們的殼呈密螺旋狀，形成一個圓錐體。其學名取自拉丁文的「高聳」加上代表「小」的後綴-ella。

## 物種

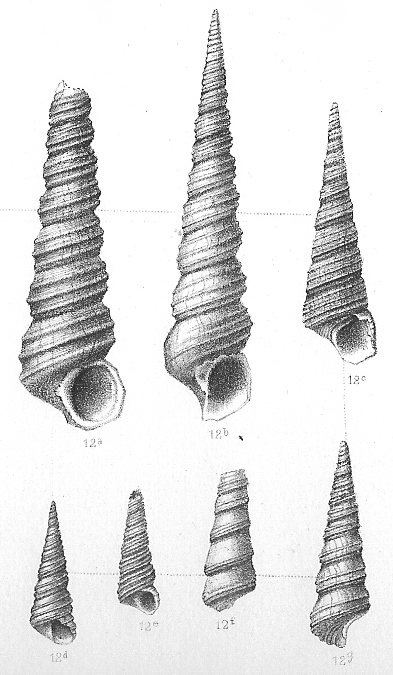
T. incrassata的化石標本。

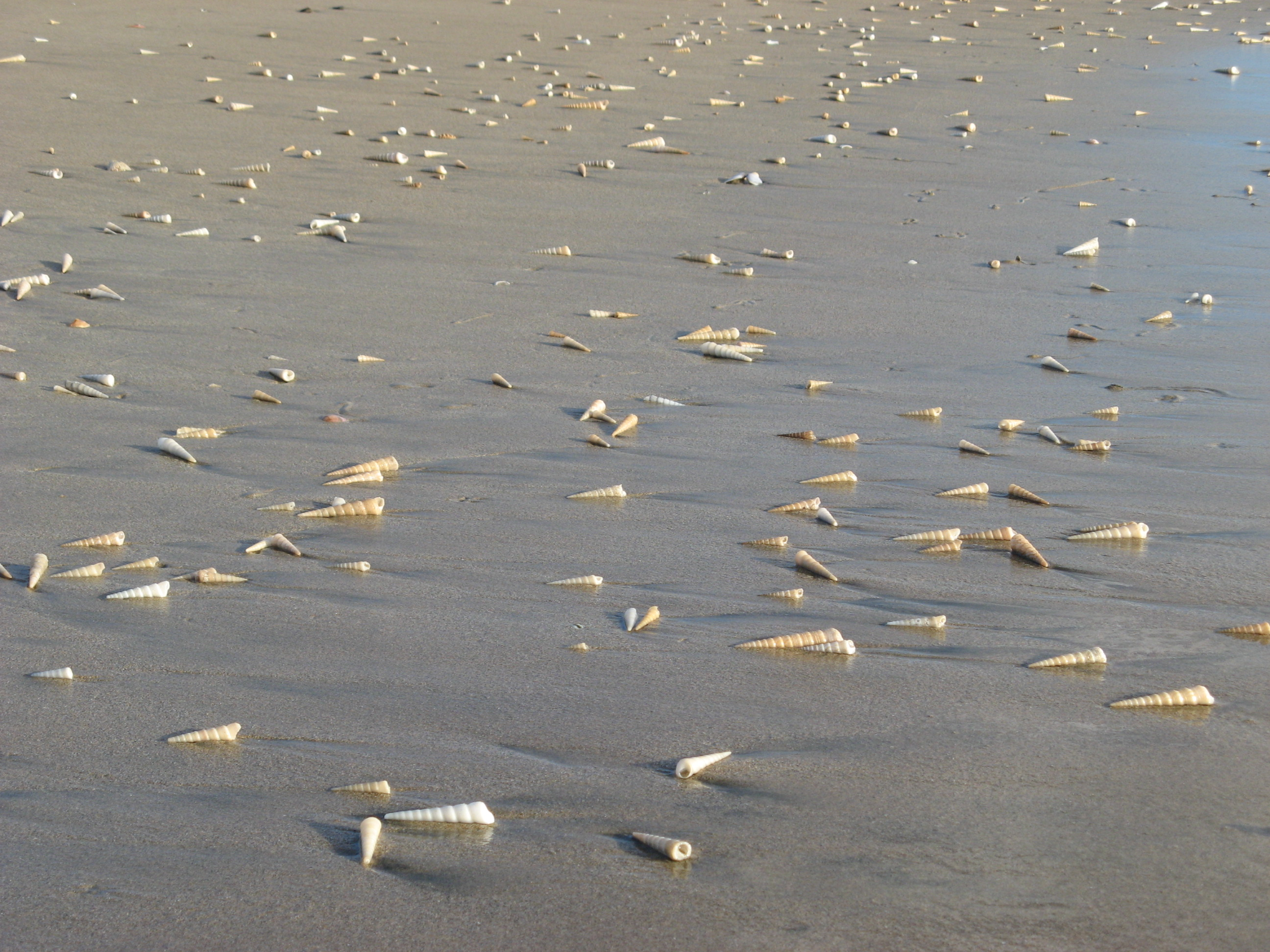
在哥斯達黎加的海灘上沖上了大量錐螺屬的殼。

錐螺屬最早可以追溯至白堊紀，化石及現存物種包括：
- T. acropora
- T. anactor
- †T. apicalis：更新世的美國科羅拉多州。
- 棒錐螺（T. bacillum）
- †T. badensis：第三紀的丹麥、德國及波蘭。[4]
- T. carinata：上新世的塞浦路斯。
- 歐洲錐螺（T. communis）
- 羚角錐螺（T. exoleta）
- 帶錐螺（T. fascialis）
- 煙囪錐螺（T. gonostoma）
- †T. incrassata：上新世的比利時。
- 雲斑錐螺（T. leucostoma）
- T. nodulosa
- 錐螺（T. terebra）
- †T. terebralis
- †T. trempina：上新世。
- †T. turris：中新世早期的歐洲中部。
- †T. vertibroides：上白堊紀的北美洲南部。